# (582) Olympia
(582) Olympia – planetoida z pasa głównego asteroid okrążająca Słońce w ciągu 4 lat i 80 dni w średniej odległości 2,61 j.a. Została odkryta 23 stycznia 1906 roku w Landessternwarte Heidelberg-Königstuhl w Heidelbergu przez Augusta Kopffa. Nazwa planetoidy pochodzi od Olimpii, najsławniejszego miejsca kultu Zeusa w starożytnej Grecji. Przed jej nadaniem planetoida nosiła oznaczenie tymczasowe (582) 1906 SO.